# Diospyros baronii
Diospyros baronii là một loài thực vật có hoa trong họ Thị. Loài này được (H. Perrier) G.E. Schatz & Lowry mô tả khoa học đầu tiên.